# 777
Cette page concerne l'année 777  du calendrier julien.  Pour le nombre 777, voir 777 (nombre). Pour l'avion, voir Boeing 777.
L'année 777 est une année commune qui commence un mercredi.

## Événements
- 30 mars : Charlemagne célèbre Pâques à Nimègue avant d'aller tenir une assemblée générale à Paderborn[1].
- Mai : assemblée de Paderborn.
  - Après diverses expéditions franques, accompagnées de destructions de places fortes et de prises d'otages, les Saxons, convoqués à la diète par le roi des Francs, se soumettent et promettent de donner leur vie et leurs armes comme garantie de leur fidélité. Plusieurs d'entre eux reçoivent le baptême. Seul le chef saxon Widukind ne se présente pas à l'assemblée. Il se serait réfugié chez le chef danois Siegfried Ier de Danemark (Sigifred, mort vers 800)[2].
  - Les gouverneurs musulmans de Saragosse Hussain ibn Yahya al-Ansari et celui de Barcelone Sulayman ibn al-Arabi, demandent à Paderborn l’aide de Charlemagne contre l’émir de Cordoue[3].
  - Charlemagne fait construire à Paderborn une nouvelle ville sur des marécages asséchés, dotée d’un palais royal et d’une cathédrale[4].

- Telerig, le khan des Bulgares, doit s'exiler à Constantinople et Kardam lui succède. Telerig se fait baptiser. Il devient l'allié de l'empire byzantin et épouse une princesse byzantine avec le titre de patrice[5].
- Fondation du monastère de Kremsmünster, en Haute-Autriche (alors en zone slave) par le duc Tassilon III de Bavière[6].

## Naissances en 777
- Avril : Pépin d'Italie, roi des Lombards de 781 à 810, et fils de Charlemagne.